# Dietrich von Altenburg
Dietrich von Altenburg (... – 6 ottobre 1341) è stato il diciannovesimo Gran maestro dell'Ordine teutonico dal 1335 fino alla sua morte.

## Biografia
Von Altenburg proveniva da Altenburg. Egli aveva servito l'ordine come Komtur di Ragnit (1320-1324) e di Balga (1326-1331). Divenne Gran Maresciallo dell'Ordine nel 1331 e conquistò la regione della Cuiavia, nel Regno di Polonia. Egli venne accusato dal tribunale pontificio di aver commesso ineffabili crimini durante la campagna di Cuiavia.
Dopo la sua elezione a Gran Maestro, von Altenburg ordinò la costruzione di molti castelli dell'Ordine. Egli iniziò anche la ricostruzione della Chiesa della Beata Vergine Maria di Marienburg, costruita nel torrione principale del castello, e commissionando uno splendido mosaico raffigurante la Madonna. la Cappella di Sant'Anna, il primo ponte permanente a Nogat, e l'ingresso al medesimo ponte vennero completati sotto il suo regno.
Intendendo negoziare con la Polonia, von Altenburg si recò a Toruń nel 1341 ma morì di malattia il 6 ottobre dello stesso anno. Egli fu il primo Gran Maestro ad essere sepolto nella Cappella di Sant'Anna di Marienburg; la sua tomba può essere qui visitata tutt'oggi.